# Marionnette
Pour les articles homonymes, voir Marionnette (homonymie).
« Marionnettiste » redirige ici. Pour les autres significations, voir Marionnettiste (homonymie).

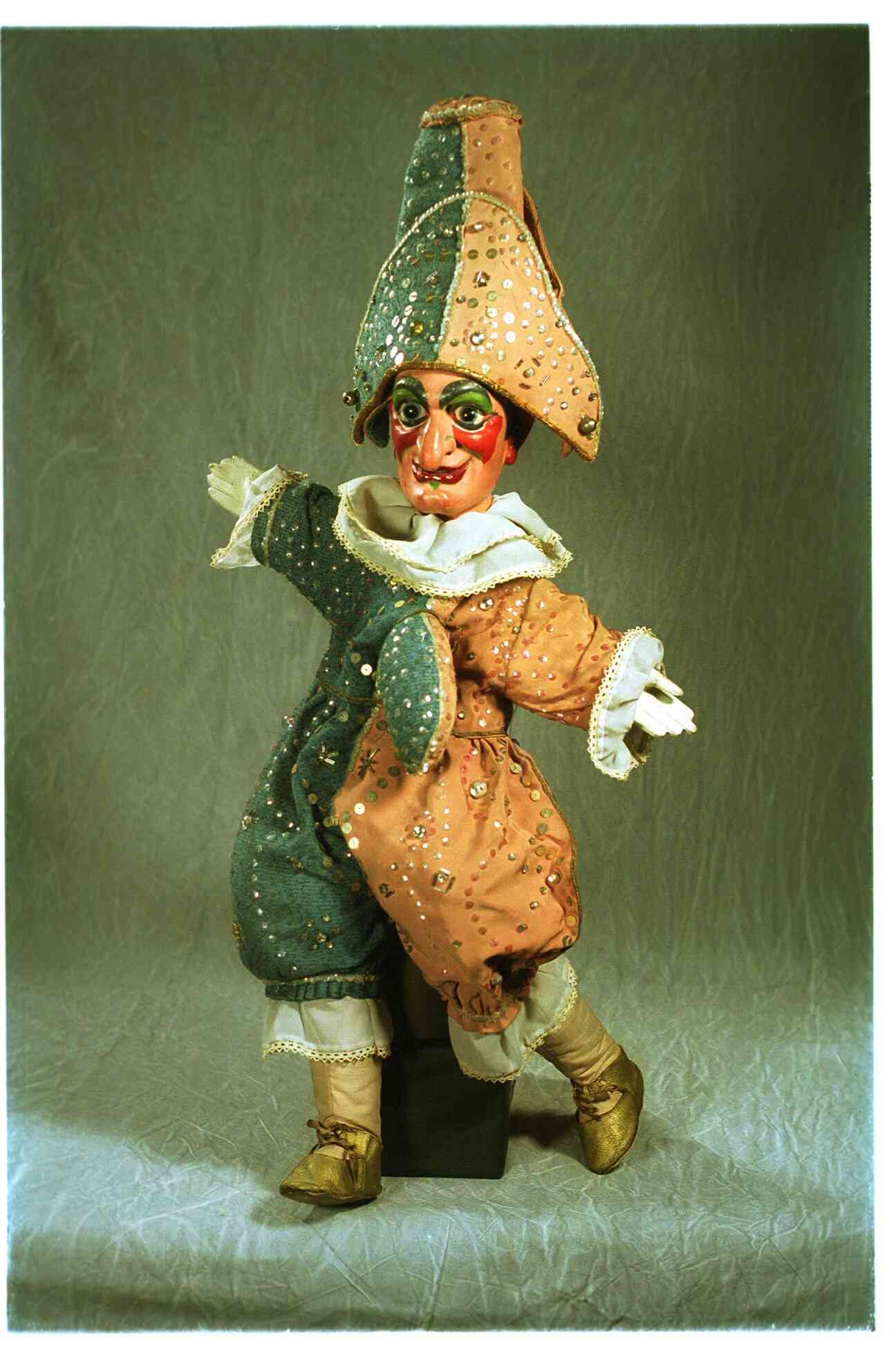
Polichinelle (putxinel·li) créé par le marionnettiste catalan Ezequiel Vigués i Mauri.

Une marionnette est une figurine articulée ou non, en bois, carton ou toutes autres sortes de matériaux (os, cuir ou terre cuite), manipulée par une ou plusieurs personnes (les marionnettistes), traditionnellement cachées dans un castelet.
Leurs formes peuvent être extrêmement variées : marionnettes à fils comme Pinocchio, ou à gaine comme Polichinelle, Punch, Pulcinella, Kasperl, Guignol (les plus connues en Europe), mais aussi marionnettes à tringle, marionnettes à tige des théâtres d'ombres de Chine et d'Indonésie, ou marionnettes sur l'eau vietnamiennes. Les marionnettes représentent des personnages (réels ou imaginaires) ou des animaux ; leur rôle peut être parlé ou muet.
Le mot français « marionnette » est dérivé de Marion, diminutif de Marie, et désignait à l'origine une petite figurine de la Vierge ; dans d'autres langues européennes, le terme s'apparente au mot « poupée » :
« puppet » en anglais, « puppe » en allemand, « pupi » dans le théâtre de marionnettes sicilien (où il existe aussi un dérivé du mot « enfant » : « fantoccio », qu'on retrouve aussi en portugais : « fantoche ») ; en revanche, on dit « marioneta » ou « títeres » en espagnol.
Le terme « théâtre de marionnettes » désigne à la fois le genre théâtral et le lieu de la représentation.

## Histoire

### Antiquité

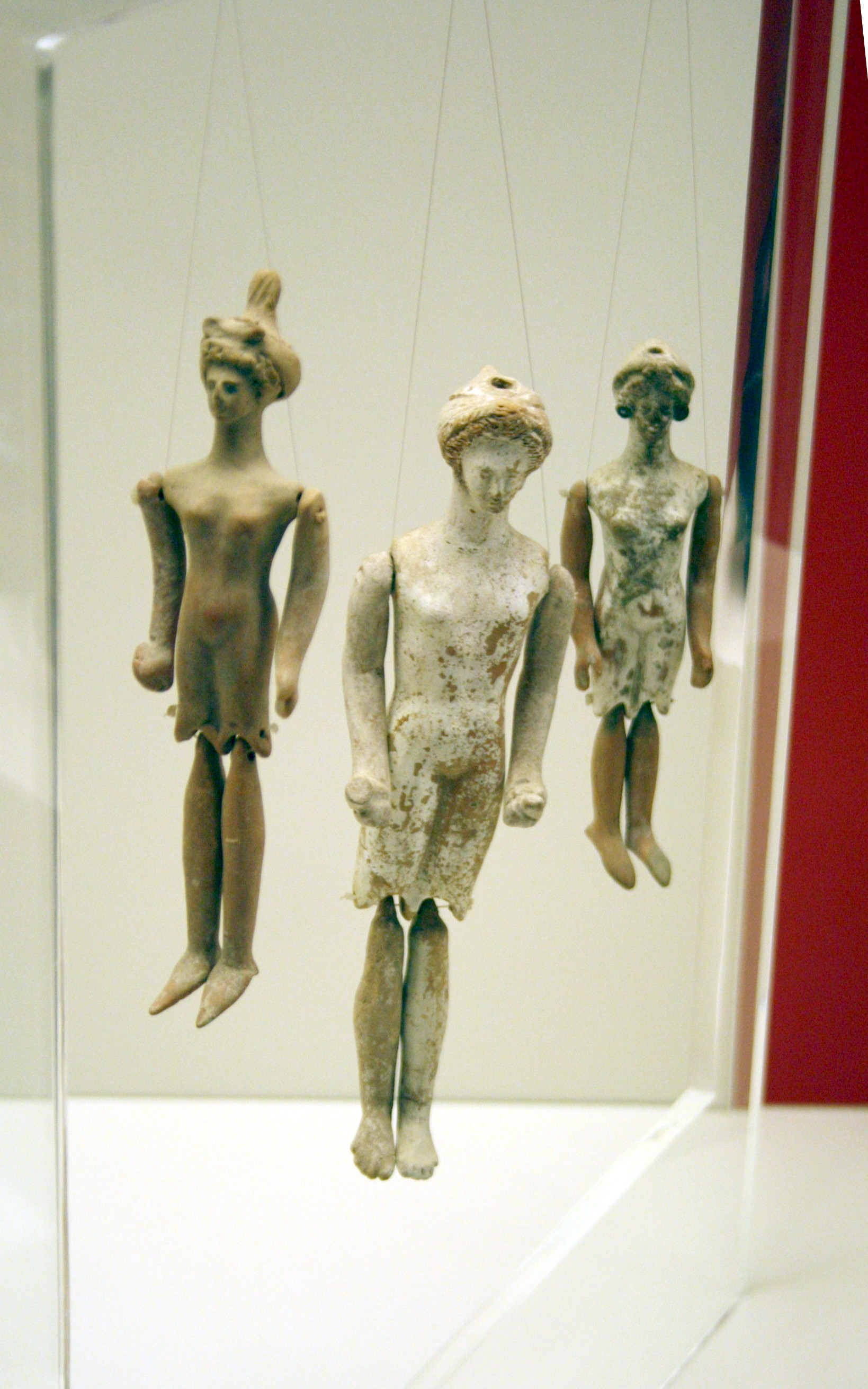
Figurines articulées en terre cuite,, musée national archéologique d’Athènes.

Les marionnettes exercent un pouvoir de fascination depuis très longtemps. Dans l'Antiquité, des statuettes articulées, appelées nerospastos en grec, étaient utilisées dans des cérémonies religieuses. Hérodote y fait allusion dans ses Histoires à propos de cérémonies dionysiaques en Égypte. À la suite des fouilles d'Albert Gayet à Antinoupolis vers 1900, on parle d'un théâtre de marionnettes d'Antinoé, à l'époque copte, avec corps en bois et figures en ivoire.
Dans le Banquet de Xénophon, Philippe, amuseur public originaire de Syracuse qu'accompagnent une flûtiste et un cithariste, parle de ses marionnettes,, ce qui suppose l'existence de spectacles. Dans Du mouvement des animaux Aristote compare les mouvements des animaux à ceux de marionnettes. Héron d'Alexandrie décrit un théâtre mécanique d'automates.
Rome connaît aussi des spectacles de marionnettes. Des auteurs comme Horace, Pétrone, Apulée, Perse y font allusion, et les Pères de l'Église les condamnent. Dans le Festin chez Trimalcion, une figurine en argent représentant l'esprit d'un mort (larva) exécute une danse macabre sous les yeux des convives. Ce sont les Romains qui auraient introduit les marionnettes en Gaule et en Germanie durant la décadence de l'empire.
En Asie aussi, les marionnettes sont très anciennes puisqu'on en a trouvé dans des sites de la civilisation de la vallée de l'Indus. Les spectacles à Sutradhra (homme tireur de fils) mettent en scène des personnages de la religion, mais aussi des personnages humains, dont Vidouchaka, origine possible de tous les karagöz et polichinelles. Cette tradition ancienne en Inde s'est élargie à Ceylan, puis au Siam, à la Birmanie, à l'Indonésie (ancêtre des wayang), en Perse (Pendj, Ketchek Pehlivan, Cheïtan, Hassan Ilodja, Shah Sélim…), au Turkestan…

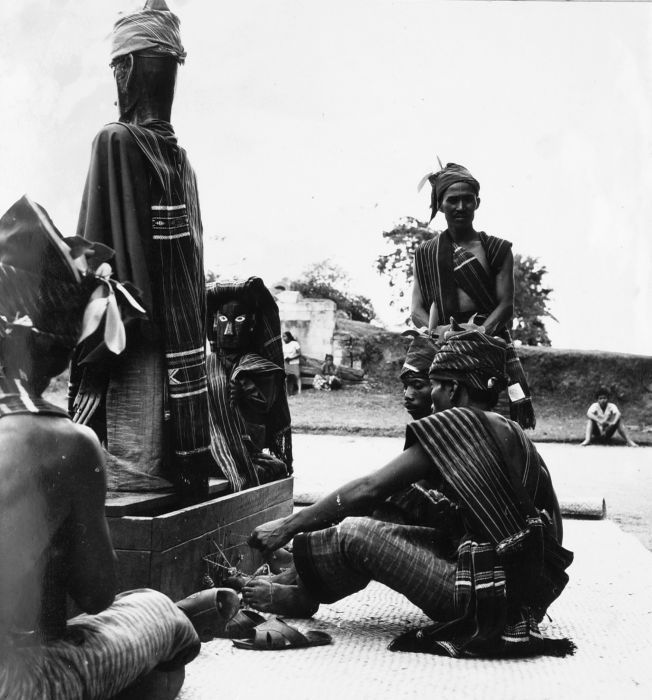
Danse funéraire de Si galé galé chez les Toba Batak de Sumatra.

En Birmanie, les Yokthe Thay possédaient la vertu de guérir. En Indonésie, à Toba Batak du Nord de Sumatra, les habitants créaient des marionnettes sophistiquées appelées Si galé galé. Commandées par un système complexe des cordes et des leviers internes qui leur permettaient de se déplacer et de danser d'une façon réaliste, les Si galé galé jouaient un rôle crucial dans les cérémonies funéraires.
La Chine semble connaître les marionnettes depuis près de 3 000 ans, selon George Soulié de Morant. Le personnage de Kvo est un polichinelle. Le Bunraku japonais a pu être à l'origine importé de Chine.
En Amérique du Sud, des fouilles archéologiques récentes ont permis de mettre au jour un bas-relief réalisé durant la période d’invasion toltèque entre 400 et 900 apr. J.-C. qui montre la figurine d’un marionnettiste animant une marionnette à gaine de type Guignol.

### En France
Le mot français marionnette date du Moyen Âge et vient d’un des nombreux diminutifs du prénom Marie, à l’instar de Marion, Mariotte ou Mariolle, signifiant « petite Marie chérie ». Ces diminutifs servaient à désigner la Vierge Marie et ses représentations plastiques (1306). À partir du XVIe siècle, le vocable désigne toute figurine de bois, sacrée ou profane, mais s’étend également aux poupées utilisées en sorcellerie.
Dieppe (Seine-Maritime) organise des mitouries dès 1443.
On trouve pour la première fois l’acception scénique de « marionnette » en 1584 dans l'ouvrage Les Sérées (« Les Soirées ») de Guillaume Bouchet (1513-1594).
Au XVIIe et dans la première moitié du XVIIIe siècle, à Paris, à l'occasion des foires annuelles de Saint-Germain et de Saint-Laurent, le théâtre de la foire présentait, entre autres, des spectacles de marionnettes. Un marionnettiste connu était Pierre Datelin, dit Jean Brioché, qui importe en France le personnage de Polichinelle et présente ses spectacles sur le pont Neuf. Comme marionnettiste il y avait également son fils François, Jean-Baptiste Archambault, François Bodinière, Jean et Alexandre Bertrand, Jérôme, Arthur et Nicolas Féron.
Parmi les pièces jouées, il y avait des parodies d'opéras : pendant que des marionnettes en costumes somptueux miment l'action, des chanteurs, soutenus par quelques instruments, parodient les livrets sur des refrains populaires, alternant allusions grivoises, jeux de mots vaseux et humour décalé.
Dominique Séraphin (1747-1800) crée un Théâtre Séraphin en 1772, d'ombres chinoises, qui perdure jusque vers 1870, et dont un recueil est publié en 1875. Castagna est un autre entrepreneur de marionnettes (Fantoccini italiens) de la fin  XVIIIe siècle. Le Théâtre du Beaujolais créé en 1784 devient Théâtre Montansier en 1790.
La censure étant moins pesante sur les spectacles de marionnettes que sur les autres arts du langage, des auteurs comme Fuzelier, Lesage ou d'Orneval, profitent de la liberté d'expression qu'ils permettent.
La Révolution française marque l'apparition de nombreuses marionnettes spécifiques comme Guignol, créé à Lyon en 1808 par Laurent Mourguet, ou Lafleur, apparu à Amiens à la même époque.
Au XIXe siècle, sont réputés Maurice Sand (1823-1889), Louis Edmond Duranty (1833-1880), Louis Lemercier de Neuville (1830-1918). En 1881 est créé le théâtre d'ombres du Chat noir, et en 1888 le Petit Théâtre,. Alfred Jarry monte dès 1888 à Rennes un spectacle de marionnettes, avant de lancer le théâtre des Pantins à Paris, dix ans plus tard.
Au XXe siècle, Gaston Baty (1885-1952), Yves Joly (1908-2013),, Jean-Loup Temporal (1921-1983), Jacques Félix (1923-2006), et beaucoup d'autres, participent au renouveau de l'art de la marionnette en domaine francophone. Des théâtres dédiés spécifiquement aux arts de la marionnette sont ouverts, comme le Théâtre aux Mains Nues.
À partir de 2008, la Bibliothèque nationale de France lance un programme de numérisation de marionnettes en collaboration avec la compagnie Dominique Houdart – Jeanne Heuclin et Georges Lafaye. La numérisation continue en 2015 avec le théâtre Gérard-Philipe de Frouard, « scène conventionnée pour les arts de la marionnette et les formes animées ». Pour chaque marionnette (ou autre objets de ces fonds), huit clichés sont pris selon des angles de vue toujours identiques, ainsi que des clichés montrant leur manipulation.

### En Europe

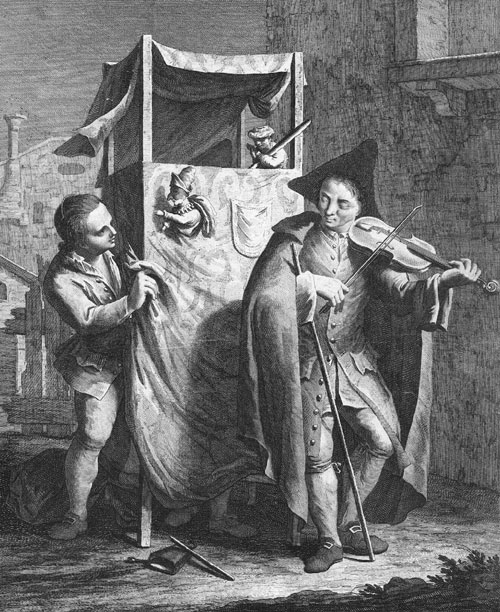
Théâtre de burattini, vers 1770, en Italie.

L'art des marionnettes de la civilisation romaine a vraisemblablement essaimé avec les armées romaines, au moins dans toute l'Europe, avant de presque disparaître à la chute de l'Empire romain, puis de renaître dès le Moyen Âge. Sur des thématiques religieuses chrétiennes, comme la nativité, par la crèche de Noël (crèche vivante ou à base de poupées animées), les épisodes de la passion. Le Concile de Trente (1545) a émis des prescriptions canoniques s'opposant à ce genre de jeux, sans pour autant les faire disparaître totalement.
Cet art a connu un regain de popularité en Occident après la Seconde Guerre mondiale.

#### Italie
La tradition des théâtres de marionnettes est ancienne. Chaque ville avait son personnage préféré. Les plus connus, encore aujourd'hui, sont les Napolitains Pulcinella et Scaramuccia. Outre les théâtres ambulants utilisant des pupazzi (marionnettes à gaine), il y avait des théâtres fixes, comme le théâtre Fiano à Milan, présentant des fantoccini (marionnettes à fils), le théâtre des burattini à Rome (marionnettes à tête de bois), qui jouaient des comédies, des mélodrames et des spectacles de danse.
Parmi les troupes anciennes célèbres : Théâtre de marionnettes sicilien Opera dei Pupi.
Actuellement en Italie centrale la compagnie de marionnettes (marionnettes siciliennes) Art G.Botta est active.

#### Espagne
Les marionnettes, qui portent le nom de titeres (mot qui voulait dire « joueur » au XVIe siècle), jouent des intrigues issues du Romancero, aux thèmes historiques, lyriques ou romanesques, avec beaucoup de personnages de saints ou d'ermites, ce qui leur a aussi valu le surnom de bonifrates. Don Quichotte détruit El retablo de Maese Pedro (Tréteaux de maître Pierre).

#### Angleterre

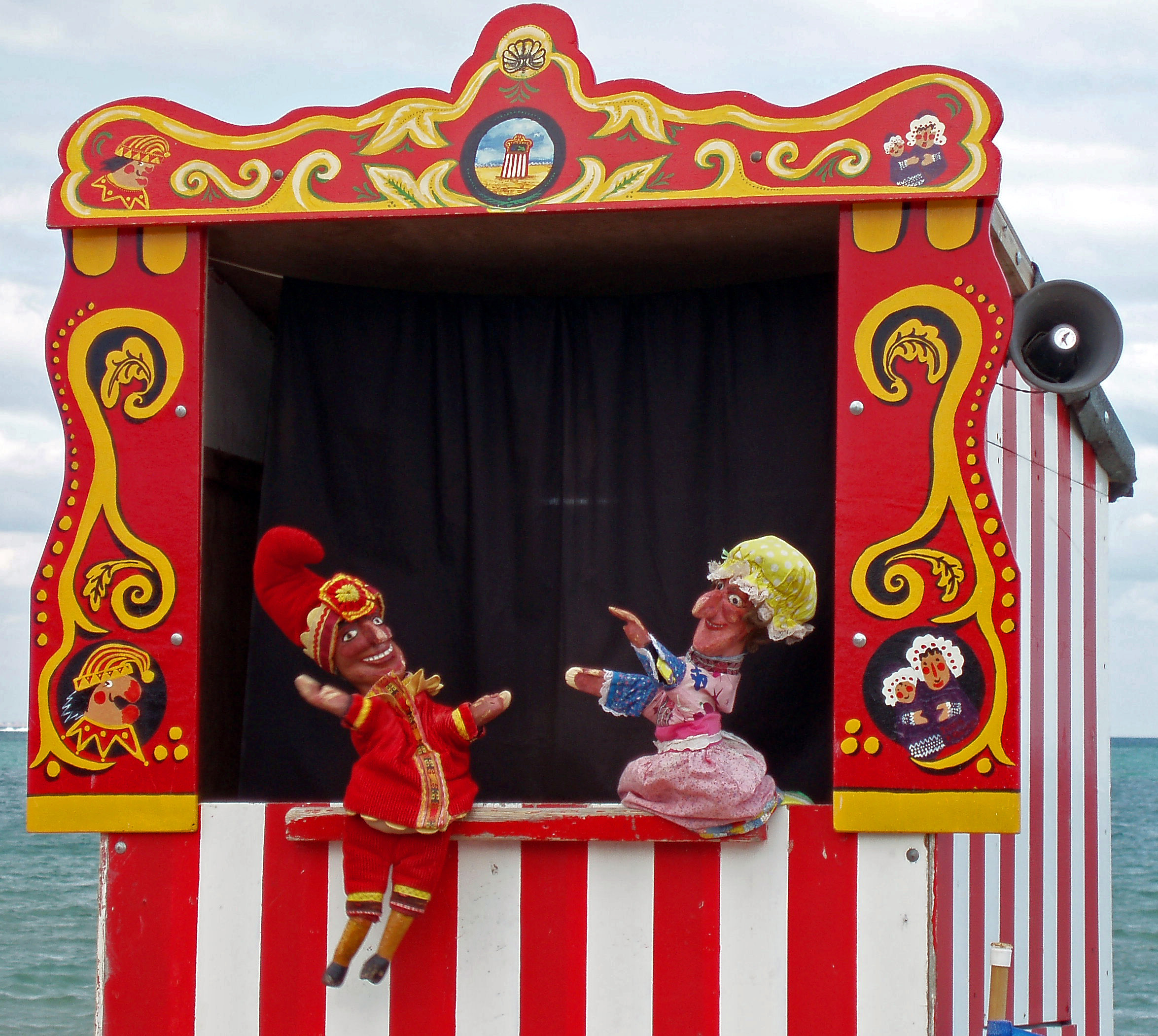
Un spectacle de Punch et Judy dans son castelet.

Sous le nom de puppet, mammet, drollery, motion, les marionnettes ont d'abord joué des pièces religieuses et historiques. Le Polichinelle italien y devient Punch. Samuel Pepys fit le premier compte rendu écrit sur le spectacle de deux personnages emblématiques Punch et Judy, le 9 mai 1662. Le spectacle était mené par un italien du nom de Pietro Gimonde, surnommé Signor Bologna. Traditionnellement il n'y a qu'un seul marionnettiste appelé Professor, qui contrôle les deux marionnettes à la fois.
Swift, Stell, Addison, Fielding, William Hogarth, George Cruikshank, John Payne Collier (en) parlent de ces spectacles avec admiration dans leurs œuvres.
Au XIXe siècle, sont réputés Thomas Holden(1847-1931), Tiller Clowes Marionettes.
Le théâtre de papier est une forme théâtrale née au milieu du XIXe siècle. C'est un théâtre à l'italienne miniature qui utilise des figurines de 8 cm à 12 cm actionnées latéralement par des tirettes en carton ou en fer manipulées par le narrateur qui se tient généralement derrière la table sur laquelle il est posé. Cette forme qui privilégie la narration épique est encore vivace au Danemark, en Allemagne, en Angleterre, aux Pays-Bas.
Au XXe siècle, Edward Gordon Craig, Walter Wilkinson (en) (1889-1970), Harry William Whanslaw  (1883-1965), Jan Bussell (1909-1985), et quelques autres, relancent les marionnettes.

#### Allemagne et contrées germanophones
Le manuscrit d'Herrade de Landsberg, Hortus Deliciarum permet d'affirmer qu'il y avait des spectacles de marionnettes (Puppenspiel) à son époque, le XIIe siècle. On note une crèche mécanique à Augsbourg dès 1585.
Au XVIIe siècle, on relève les noms de  Michael-Daniel Treu (de), Weltheim (1650-?), 
Au XVIIIe siècle, sont remarqués Ferdinand Beck (1700-1750?), Félix Hemmerlin, Reibehand, Titus Maas… Goethe en fait un des loisirs de Wilhelm Meister. Chaque ville ou presque possède son attraction de marionnettes.
Au XIXe siècle, Kleist, Euler, Carl Wilhelm von Heideck, et tant d'autres affichent leur intérêt. Parmi les grands noms : Josef Leonhard Schmid (1822-1912).
Actuellement fonctionnent les compagnies suivantes : Théâtre de marionnettes de Magdebourg.

#### Belgique
La cathédrale de Mons (voir Collégiale Sainte-Waudru de Mons) propose en 1501 un Mystère de la Passion avec 350 rôles environ, 150 acteurs, plus des poupées.
Le Théâtre royal de Toone fonctionne depuis 1830.

#### Suède
La cathédrale de Lund dès 1380 propose des spectacles d'automates.

#### Pologne
Pour Noël sont donnés des spectacles de kukielki.

#### Hongrie
Pour Noël sont donnés divers spectacles : jeux de Bethléem, Regölés….

### En Orient
Dans les pays d'Asie les spectacles de marionnettes relèvent d'une tradition riche et plus que millénaire, puisque, en Inde, les marionnettes sont déjà présentes au XIe siècle avant notre ère. Née en Inde et en Chine, cette tradition s'est ensuite propagée vers le Japon et la Corée (depuis la Chine) et vers l'Asie du Sud-Est, puis, plus tardivement, vers le Moyen-Orient (en particulier le théâtre d'ombre).

#### LeBunraku

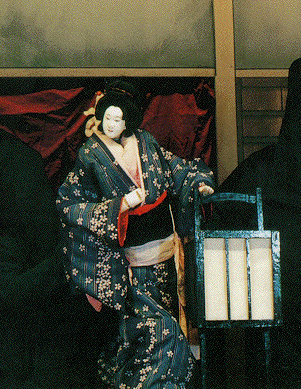
Marionnette de Bunraku.

Les spectacles de marionnettes remontent au moins à la période Heian (fin VIIIe - fin XIIe siècle) au Japon. Des montreurs de marionnettes itinérants sont signalés jusqu'au XVIe siècle, de genre Jōruri. Le bunraku est un type de théâtre japonais qui s'est développé à partir du XVIIe siècle. Il met en scène des marionnettes de grande taille de 120 cm à 150 cm, manipulées à vue par plusieurs manipulateurs, tandis qu'un narrateur déroule le récit au son du shamisen. Le répertoire, qui s'adresse essentiellement à un public adulte et met en scène des guerriers samouraïs, des aristocrates ou des bourgeois, est essentiellement composé de drames « cornéliens » au dénouement souvent tragique.

#### LeMúa rối nước
Les spectacles de « marionnettes qui dansent sur l'eau » sont très anciens et originaires du delta du Fleuve Rouge au Viêt Nam, où les paysans les ont créés vers le Xe siècle dans les marais et les  rizières inondées. Musique et chants accompagnent des pièces historiques ou des scènes de la vie quotidienne.

#### Lewayang golek

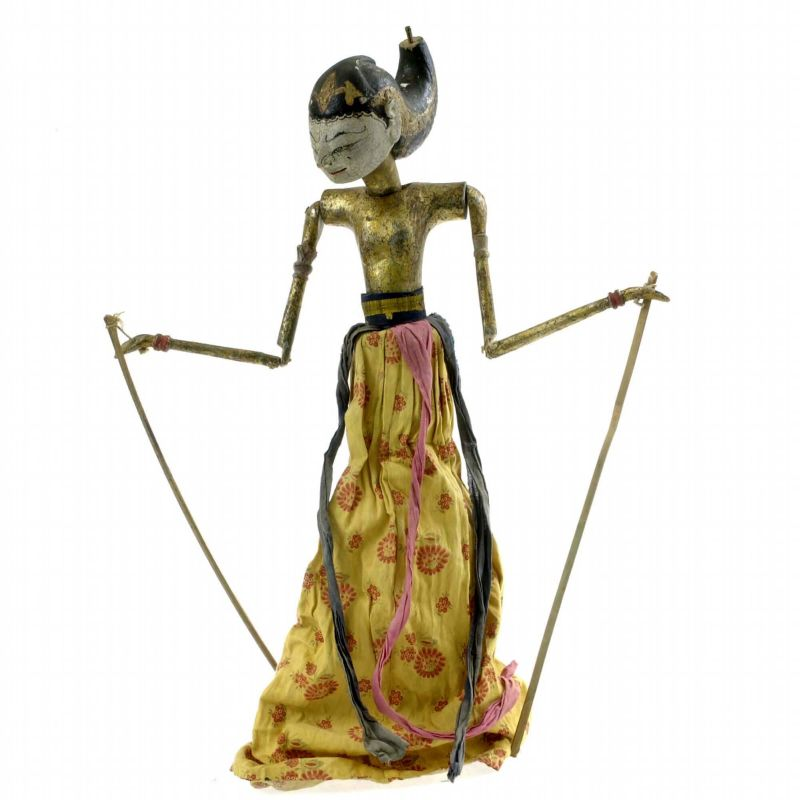
Marionnette javanaise représentant Arjuna (Tropenmuseum, Amsterdam).

Spécifique à l'île indonésienne de Java, il utilise des marionnettes à tiges et met essentiellement en scène des récits tirés du Mahabharata et du Ramayana, mais aussi des récits épiques ou satiriques d'influence islamique. Le théâtre de marionnettes occidental moderne a été grandement influencé par les formes théâtrales asiatiques que l'Europe découvrait, en particulier lors des grandes expositions universelles de la fin du XIXe et du  XXe siècle.

#### Le théâtre d'ombres
Cette forme particulière de théâtre de marionnettes, où les figurines sont éclairées et leur ombre projetée sur un écran, est probablement la forme la plus ancienne du théâtre de marionnettes. Elle est très populaire en Asie, en particulier à Java et Bali. Elle est aussi très présente en Birmanie (Myanmar), en Thaïlande, et au Laos.
Elle met en scène des figurines plates, en général en cuir ciselé et peint. D'origine religieuse, c'est un spectacle populaire très vivace en Chine et surtout en Asie du sud-est (Cambodge, Thaïlande, Malaisie). À Java et Bali, les représentations de wayang kulit sont données pour les fêtes et les cérémonies comme les mariages, ainsi que pour tout événement important de la vie sociale.
Le théâtre d'ombres s'est diffusé au Moyen-Orient au  XVIe siècle. En Turquie existe encore le karagöz aux figurines de bois, qui a aussi une version grecque, le Karaghiosis (Καραγκιόζης).
En France, Dominique Séraphin crée un théâtre d'ombres « chinoises » à Versailles en 1776. À la fin du XIXe et au début du XXe siècle, le théâtre d'ombres connut un grand succès au cabaret du Chat Noir avec des artistes comme Henri Rivière et Caran d'Ache. L'animation de silhouettes en papier découpé, comme Princes et Princesses ou Dragons et Princesses de Michel Ocelot relève du théâtre d'ombres.

### Marionnettes contemporaines
En Europe, à la fin du XIXe et au début du XXe siècle, avec la remise en question des arts plastiques et l’intérêt que lui portent les peintres et les sculpteurs, la marionnette devient progressivement un nouveau langage plastique dans la quête des formes abstraites, entre les mains de Paul Klee, Calder, Fernand Léger, pour ne citer qu’eux.
Elles font leur apparition au Théâtre d’Art et d’Action, théâtre expérimental lié au Bauhaus, de 1919 à 1933, lieu de réflexion où se développe l’usage des marionnettes comme expression théâtrale à part entière. Sergueï Obraztsov, marionnettiste de l’école soviétique étudia dans les années 1920 de nouvelles formes d’expression avec la volonté de transposer et de styliser, dans le souci d’affirmer l’originalité de cet art. L’ensemble des recherches des ateliers théâtraux de l’époque moderne permet de voir aboutir une définition plus spécialisée et plus précise de la signification de ce phénomène dans les sociétés dites contemporaines.
Le théâtre de la marionnette a suivi le mouvement de l'ensemble des arts en passant, en partie, des formes figuratives aux formes qui n'imitent plus les êtres vivants. N'importe quel objet peut devenir une "marionnette". Les acteurs continuent à s'exprimer à travers ces objets qu'ils animent (auxquels ils insufflent une âme). Le théâtre de la marionnette, ou bien le théâtre de l'objet, « ne diffère des autres formes de théâtre que par ses moyens d'expression exclusifs ou prédominants. Malgré les apparences, en tout autre point (il) ressemble aux autres formes de théâtre » Voici ce qui fait ressembler cette forme théâtrale autres genres:↵↵"Le théâtre sous toutes ses formes est fondé sur l'art de l'acteur (personne agissante, indépendamment du nom qu'on lui donne, 'mime', 'danseur' etc.) - qui crée en présence du public et sous son influence. Le jeu de l'acteur est constamment modifié par l'attitude des spectateurs, peu importe qu'ils soient actifs ou semblent passifs. ↵↵Cette triple condition fondamentale, et elle seule, différencie le théâtre de tous les autres arts."
Ainsi, pour le marionnettiste Alain Recoing du Théâtre aux mains nues, « la marionnette est un objet mobile d’interprétation dramatique, en opposition avec l’automate et différent de la poupée-jouet, mû par l’intention du manipulateur »[réf. nécessaire]. Quant à Roger-Daniel Bensky, « une marionnette est, au sens propre, un objet mobile, non-dérivé, d’interprétation dramatique, mû soit visiblement, soit à l’aide de n’importe quel moyen inventé par son manipulateur. Son utilisation est l’occasion d’un jeu théâtral »[réf. nécessaire].

## Les diverses sortes de marionnettes

### Les marionnettes à tringle

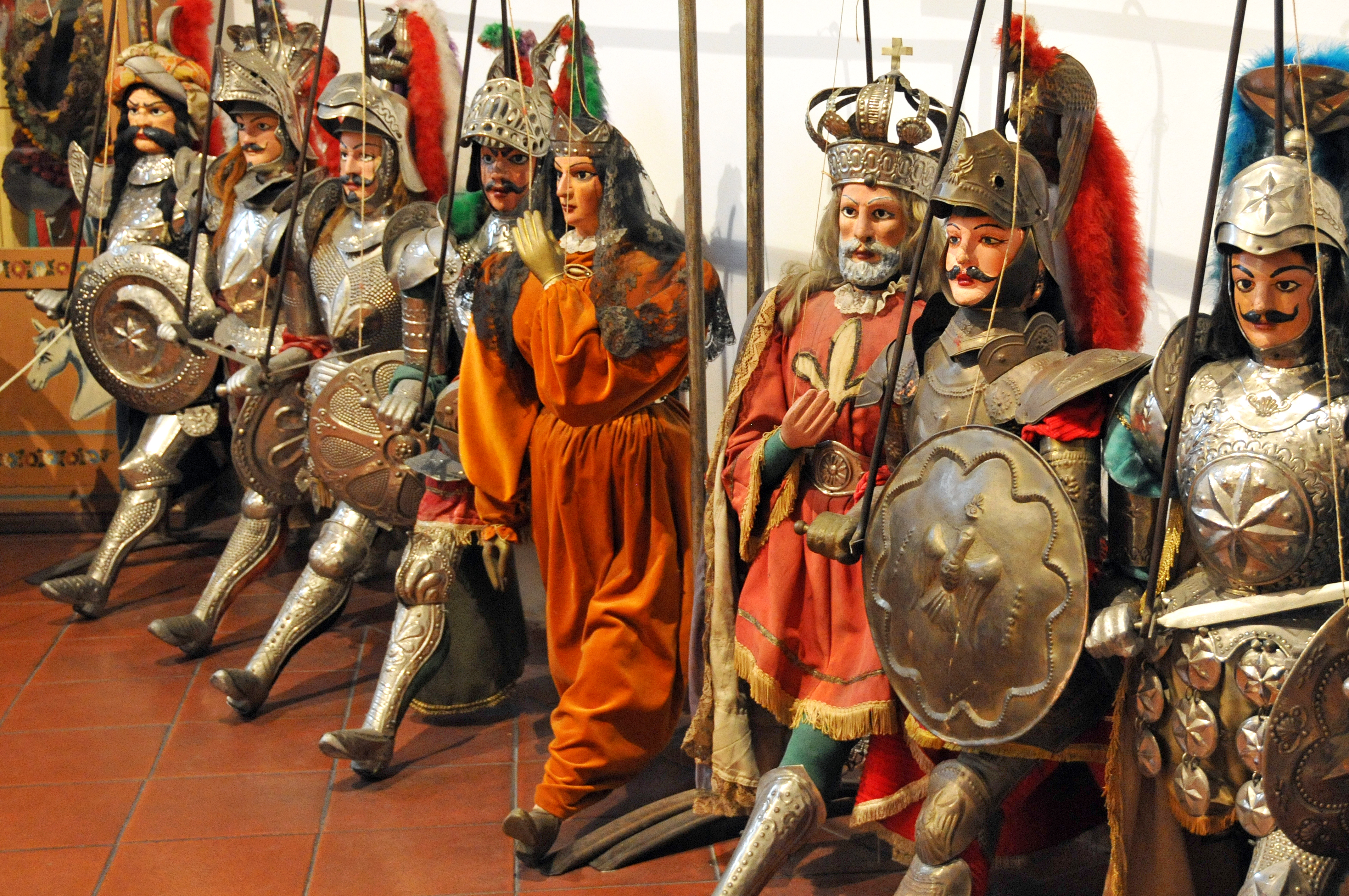
Marionnettes à tringles siciliennes.

Elles sont manipulées en surplomb, au moyen d'une tringle métallique fixée avec un crochet sur le sommet de la tête de la poupée. Les bras peuvent aussi être manipulés au moyen de tringles secondaires. Ce type de marionnettes est traditionnel en Belgique (marionnette liégeoise), dans le Nord de la France et en Sicile. Il est généralement utilisé pour interpréter un répertoire épique (comme la Chanson de Roland ou la Chanson des quatre fils Aymon). Tchantchès et Nanesse sont les figures emblématiques du public liégeois. Les personnages du Théâtre royal de Toone, à Bruxelles, sont aussi des marionnettes à tringle ; Woltje, le personnage central de ce théatre, dispose d'une deuxième tringle lui permettant de déplacer son bras droit, principalement pour saluer en soulevant sa casquette.
En Picardie les bras des marionnettes à tringle sont animés par des fils. On les appelle cabotans, et le cabotant le plus célèbre est Lafleur. On considère que la marionnette à tringle est l'ancêtre de la marionnette à fils en Europe.

### Les marionnettes à fils

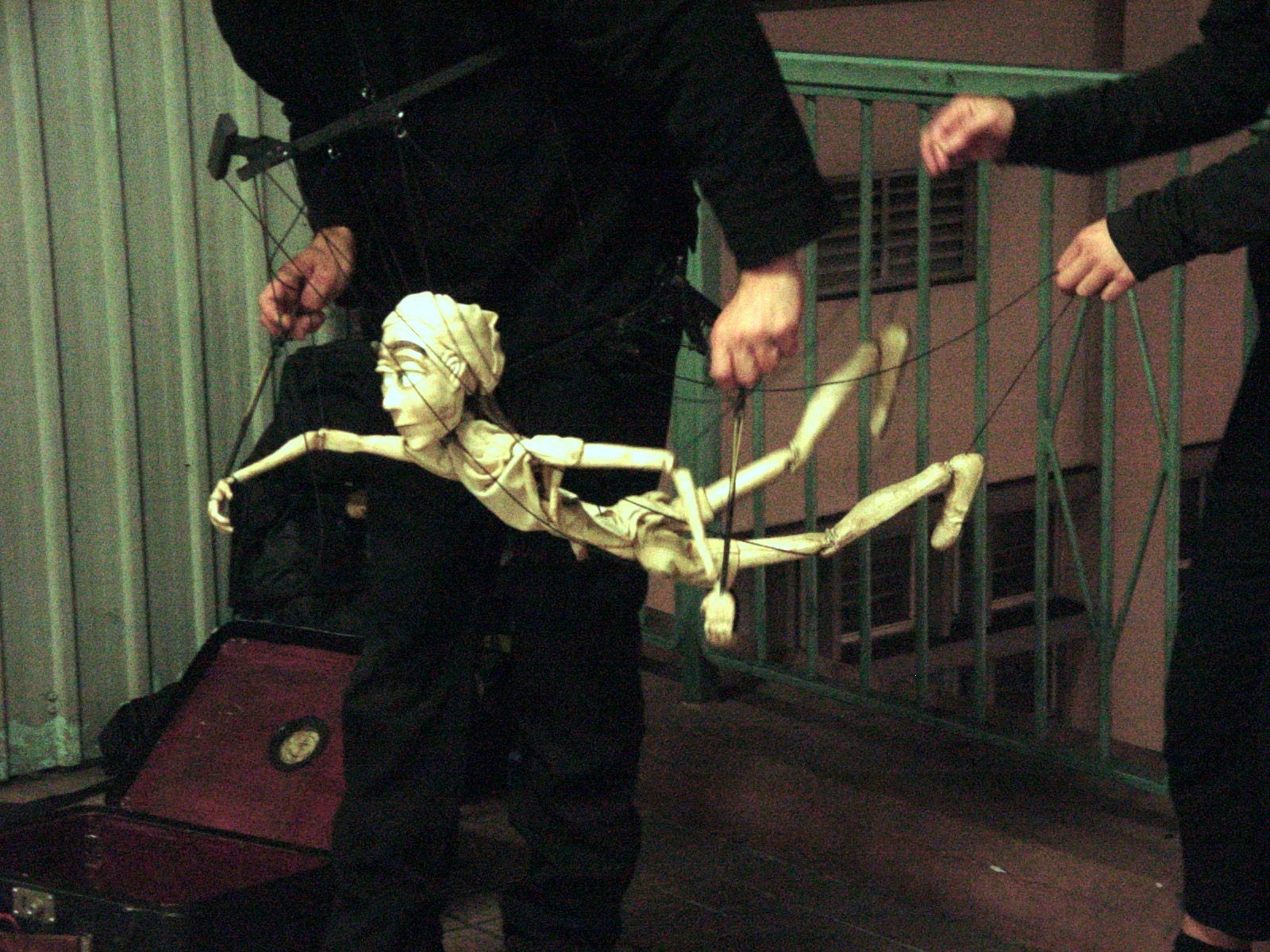
Marionnette à fils

Appelées aussi fantoches, de l'italien fantoccio, elles ont un corps rigide et articulé, mû par plusieurs fils attachés aux bras et aux jambes (au niveau des genoux). On les manipule à l'aide de traverses en bois, appelées contrôle, ou croix d'attelle. Leur manipulation demande beaucoup de dextérité. La technique permettant de relier une marionnette à fils à son contrôle est appelée ensecret, car chaque marionnettiste possède ses secrets de fabrication et ses savoir-faire. Les plus raffinées sont en Birmanie, où la complexité des gestes des personnages nécessite des marionnettes articulées parfois jusqu'aux doigts.

### Les marionnettes à gaine

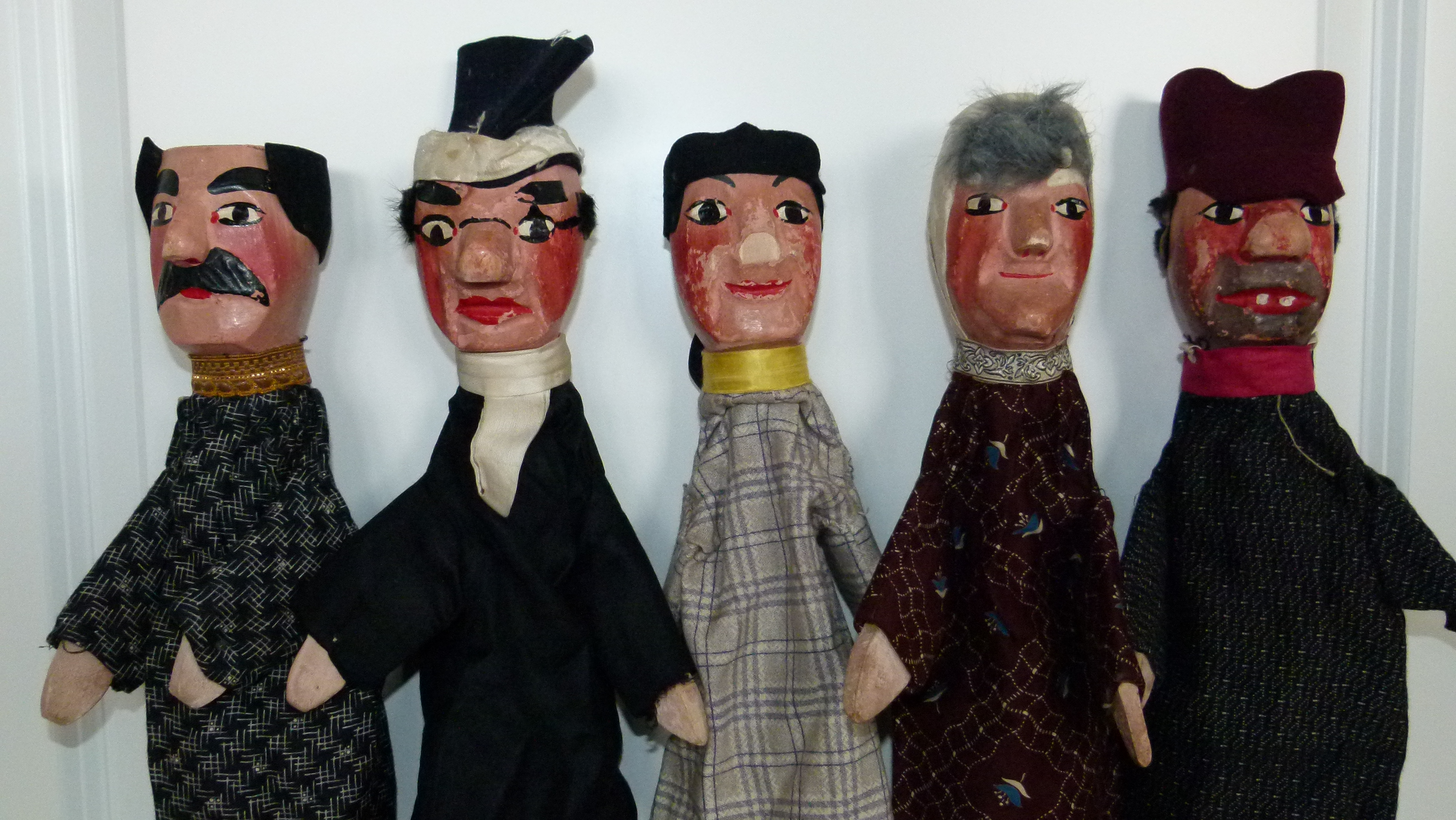
Marionnettes à gaine anciennes.

Elles sont animées par la main du manipulateur qui glisse un bras dans la gaine et peut contrôler avec ses doigts la tête et les bras du personnage. Les marionnettes les plus connues en Europe sont des marionnettes à gaine : en France, c'est Guignol né à Lyon ; en Italie c'est Pulcinella, principal protagoniste du théâtre de burattin ; il devient Punch en Angleterre, Hans Wurst (Jean-Saucisse) ou Kasperle en Allemagne.
Une variante est la marionnette à gaine à bouche animée, où la main du marionnettiste est placée en pince pour former la bouche du personnage. En Chine, où les marionnettes à gaine sont très développées et sont techniquement très complexes, la bouche et les yeux peuvent être mobiles. Quant à la manipulation, elle relève d'une grande virtuosité, assimilable à une forme de jonglage.

### Les marionnettes à prise directe, ou marionnettes à contrôle
Marionnettes de grande taille, comme celles du bunraku japonais, elles sont manipulées à vue par plusieurs manipulateurs à l’aide de contrôles fixés sur différentes parties du corps ou en « théâtre noir » (les manipulateurs sont pratiquement invisibles, car vêtus de noir et masqués ; seule la marionnette est éclairée).

### Les pantins
Ce sont des figurines articulées en carton ou en bois plat dont on fait mouvoir les membres au moyen d'un fil.

### Les marottes
Il s'agit, en général, d'une tête plantée au bout d'un bâton, à la manière du sceptre du bouffon surmonté d'une tête coiffée d'un capuchon garni de grelots. Dans le cas de la marotte à main prenante, la main qui tient le bâton est masquée par une draperie d'où sort l'autre main du manipulateur, qui fait fonction de main de la marionnette.

### Les marionnettes à tige
Comme les marottes, elles consistent en une tête plantée sur un bâton. Parfois le torse et les bras ne sont pas fixés à la tige qui supporte la tête, ce qui permet de la mouvoir séparément. Les mains sont contrôlées par des baguettes en fil de fer rigide. Le wayang golek du pays Sunda (Java occidental) est une marionnette à tiges en ronde bosse et a influencé l'utilisation de ce type de marionnette en occident. Des fils peuvent aussi s'ajouter à la marionnette à tige, ce qui permet d'articuler d'autres parties du corps, comme la bouche, les yeux, voire les jambes.

### Les marionnettes du théâtre d'ombre

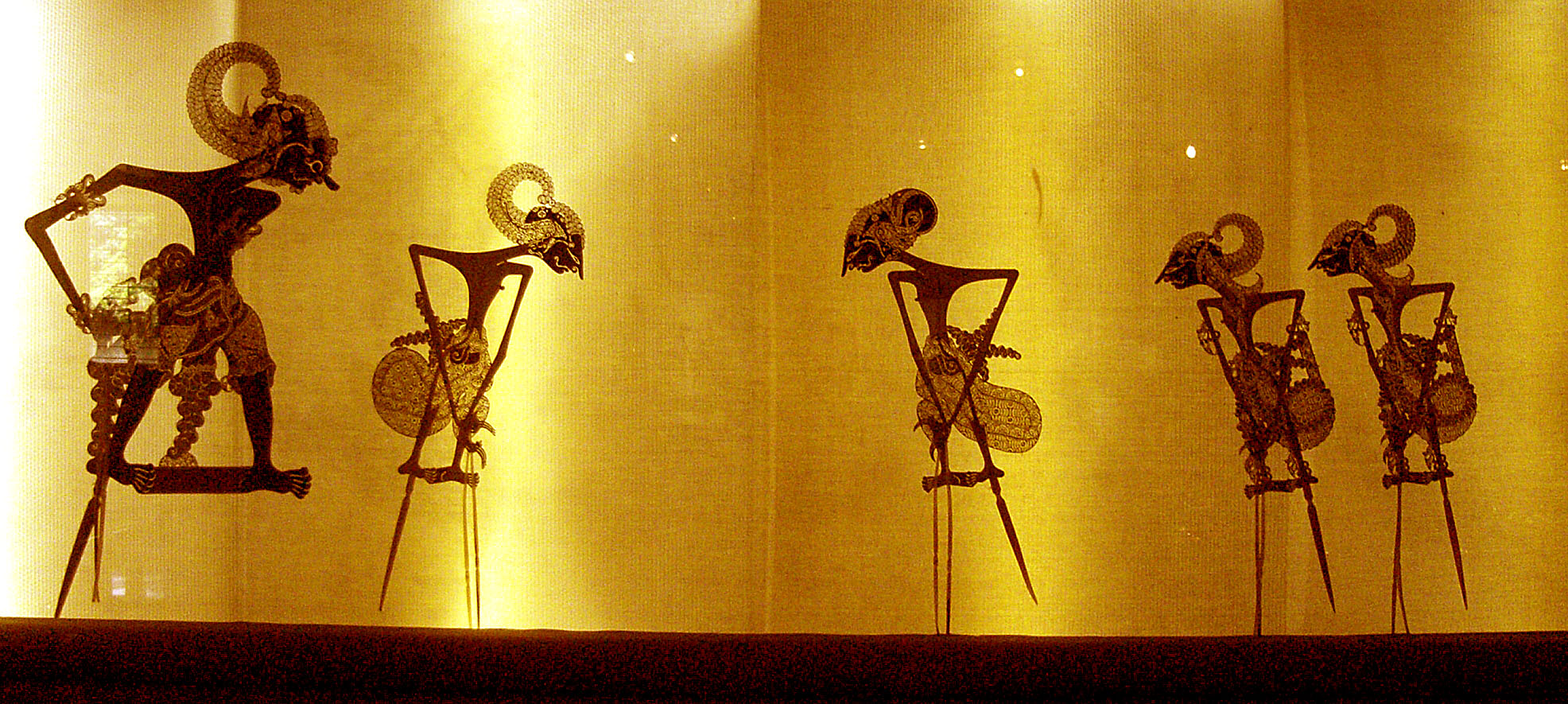
Représentation des cinq frères Pandava du Mahabharata, (wayang kulit javanais).

Les personnages du wayang kulit indonésien sont confectionnés en cuir finement ciselé et peint, et maintenus par une tige de corne, de bois ou de bambou. Le Pi ying chinois est une figurine articulée, délicatement découpée et ajourée sur toute sa surface, en peau (d'âne en général) translucide, rigide, enduite d'huile de sophora, laquée et finement colorée.

## Évolution de la marionnette

### Les spectacles de rue

#### Les marionnettes géantes
Faites d'objets de récupération, elles participent aux défilés, aux spectacles de rue, aux spectacle sur scène. Elles sont apparues en France vers 1968 avec The Bread and Puppet Theatre de Peter Schumann, théâtre engagé, activiste que l'on a pu classer dans le théâtre de guérilla au moment de la guerre du Viêt Nam.

#### Les personnages géants animés
La compagnie Royal de luxe a  d'abord  construit le manège d'animaux géants pour la marque de vêtements Catimini. Cette compagnie a ensuite tiré son inspiration à la fois des spectacles carnavalesques belges du Nord (Géants de l'entité d'Ath), mais aussi de leur contact avec les peuples africains. Après Gulliver, elle est revenue avec la petite géante.

### Télévision
- De nombreuses séries télévisées utilisent des marionnettes, les plus connues étant les productions américaines 1, rue Sésame et  Le Muppet Show et leur présentateur vedette Kermit la grenouille.
- En France, Téléchat, série créée en 1983 par Roland Topor et Henri Xhonneux met en scène le chat Groucha et l'autruche Lola. Les marionnettes permettent entre autres de représenter et de caricaturer des personnalités politiques ou du monde du spectacle. Les Guignols de l'info est programmé chaque soir de la semaine sur Canal+ et Le Bébête show, satirise la politique française.
- Thunderbirds (connu sous le titre Les Sentinelles de l'air en France) est une célèbre série de science-fiction britannique des années 1960 mettant en scène des marionnettes à fil très réalistes dans des décors miniatures soignés, à base de maquettes et d’effets pyrotechniques. La technique employée ici porte le nom de Supermarionation, et connaîtra de nombreuses autres incarnations en Angleterre (principalement par Gerry Anderson , créateur de la technique), mais aussi au Japon (dans les années 1960 à l'initiative de Kinosuke Takeda). Dans les années 1980, le Japon a aussi livré Bomber X, série de science-fiction qui utilise un procédé d'animation similaire. De même l'apport et l'héritage de la technique, sont très importants dans le genre cinématographique japonais du Tokusatsu.
- Les émissions familiales utilisent volontiers des marionnettes, comme Gorg et Lala, série diffusée toutes les semaines sur Canal+ Family, ou Les Badaboks, personnages d'une ancienne émission pédagogique. Malvira est une des stars de la Radio-Télévision belge de la Communauté française. André Tahon a créé Ploom, une marionnette chenille.
- Peu connues en occident, les séries de wuxiapian associant le théâtre de bùdàixì (spectacle populaire de marionnettes à gaines issu du sud de la Chine et respectant certains canons des styles de l'opéra chinois) à de nombreux effets spéciaux sont relativement populaires en Asie. On peut citer pour l'exemple les feuilletons Pili provenant de Taiwan[53]. La très récente série de 2016, Thunderbolt Fantasy, collaboration nippo-taiwanaise, écrite par Gen Urobuchi (cause de sa médiatisation en Occident) en est un bon exemple. On notera toutefois que la narration japonaise proche de l'anime (un doubleur par personnage, pas de description de l'action)  change par rapport aux versions chinoises (un narrateur pour l'action et pour les différentes voix des personnages) plus proches de la forme traditionnelle. Néanmoins les soliloques des personnages (Niàn Bái) , dans la version japonaise ont été conservés dans la langue d'origine.

## Institutions
- L'Union internationale de la marionnette (UNIMA)[54] est créée à Prague en 1929. En 1980, son siège social est transféré à Charleville-Mézières, connue depuis 1972 pour son Festival mondial des théâtres de marionnettes, créé par Jacques Félix. L'UNIMA est une ONG « partenaire officiel » de l'UNESCO et membre de l'Institut international du théâtre. En 2003, elle  crée la journée mondiale de la marionnette, célébrée chaque 21 mars[55]. Le centre français de l'UNIMA est l'association THEMAA.
- En 1981 est créé l'Institut international de la marionnette de Charleville-Mézières (IIM), qui pilote depuis 2008 la mise en place du Portail des arts de la marionnette (PAM).
- Depuis 2008, huit lieux-compagnies sont soutenus en convention triennale par le Ministère de la Culture et de la Communication et missionnés pour le compagnonnage « Marionnette et Théâtre d’Objets »: Le Bouffou Théâtre à la coque (Hennebont - Bretagne)/ Le Jardin Parallèle (Reims - Grand Est)/ Le Tas de Sable - Ches Panses Vertes, pôle des arts de la marionnette (Amiens - Hauts-de-France)/ La Halle Roublot (Fontenay s/bois - Île-de-France)/ La Nef – Manufacture d’utopies (Pantin - Île-de-France)/ Le Théâtre aux Mains Nues (Paris - Île-de-France)/ Odradek / Cie Pupella-Noguès, Centre de création et de développement pour les arts de la marionnette (Quint-Fonsegrives - Occitanie)/ Le Vélo Théâtre (Apt – Region Sud).

## Festivals
- Festivals de marionnettes
- Autres :
  - Calgary Animated Objects Society (en)
  - Chuncheon Puppet Festival (en)
  - Copenhagen Puppet Festival (en)
  - International Festival of Animated Objects (en)
  - International Festival of Children's Theatres (en)
  - Mateřinka
  - PuppetFest Midwest
  - Tehran International Puppet Theatre Festival (en)

## Divers

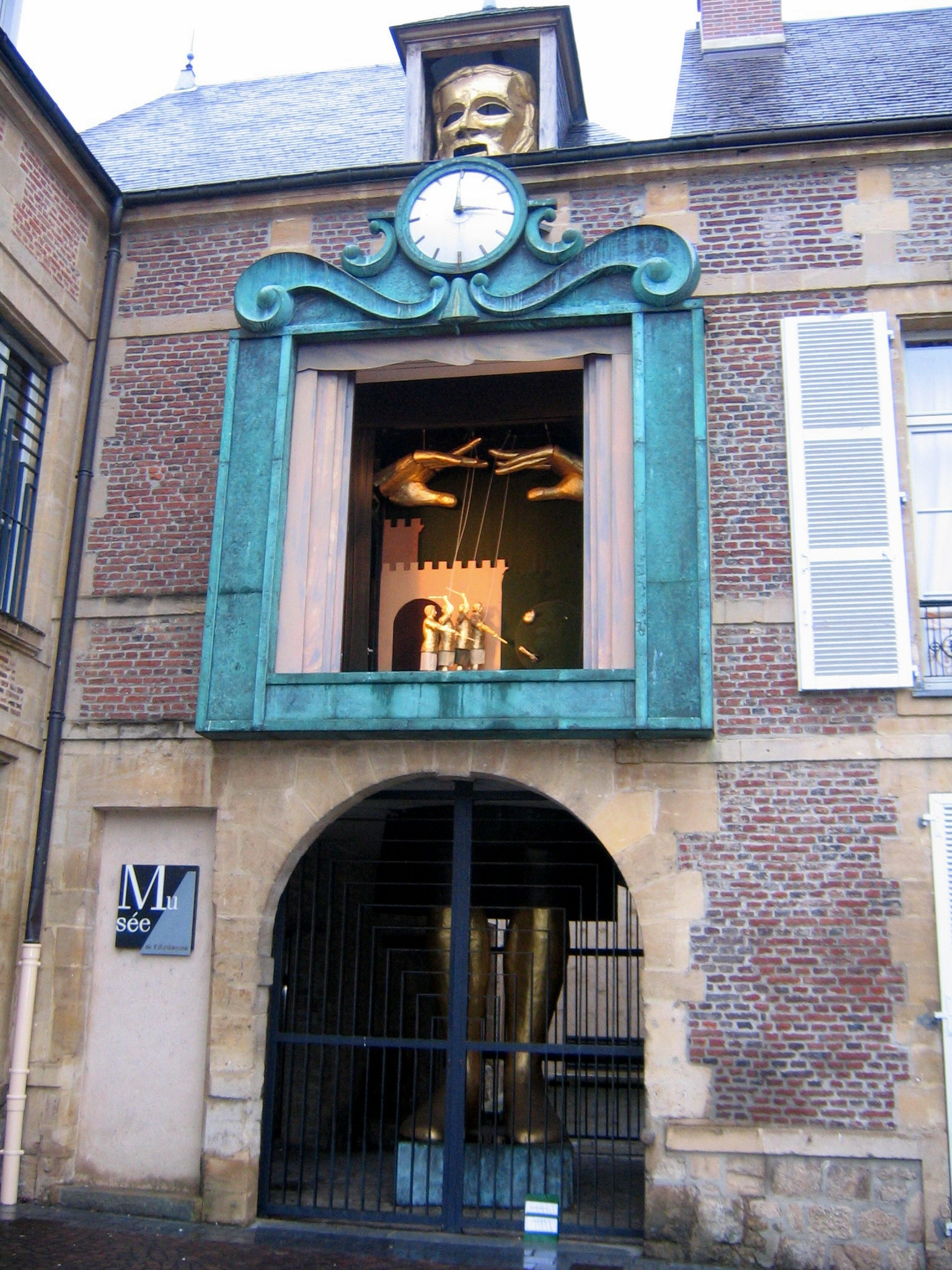
Le Musée de la marionnette à Charleville-Mézières, siège de l'UNIMA.

- Pinocchio, le personnage principal du roman de Carlo Collodi Le avventure di Pinocchio. Storia di un burattino (Les Aventures de Pinocchio. Histoire d'un pantin) est une marionnette de bois qui prend vie à la suite d'un enchantement de la fée Bleue.
- Maurice Sand, le fils de George Sand, crée en 1847 avec son ami le peintre Lambert un théâtre de marionnettes au rez-de-chaussée du château familial à Nohant. Ils fabriquent les personnages et créent des mélodrames très noirs aux titres évocateurs, comme Le Cadavre récalcitrant ou L'Ermite de la marée montante[56]. George Sand l'évoque en 1856 dans Le Diable aux champs[57].
- Les marionnettes géantes sont un des concours culturels au programme officiel des Jeux de la Francophonie depuis 2013.